# Okręty podwodne projektu 611
Okręty podwodne projektu 611 (w kodzie NATO Zulu) – typ radzieckich dużych okrętów podwodnych o napędzie diesel-elektrycznym. Okręty zaczęły wchodzić do służby w latach 50. Okręt tego typu – B-67 był pierwszym na świecie okrętem podwodnym przenoszącym pociski balistyczne. Łącznie zbudowano 26 jednostek  tego typu, w tym pięć okrętów w wersji do przenoszenia pocisków balistycznych R-11FM.

## Historia
Wstępne prace koncepcyjne nad nowymi dużymi okrętami podwodnymi mającymi zastąpić okręty typu K, rozpoczęły się w roku 1943. W roku 1946 w pracach nad okrętami wykorzystano doświadczenia z działań wojennych i rozwiązania techniczne stosowane na niemieckich okrętach podwodnych. Prace nad projektem zakończyły się w styczniu 1949, kiedy to zatwierdzono go do produkcji seryjnej. W konstrukcji okrętu wykorzystano komponenty z okrętów projektu 613. Dotyczyło to m.in. elementów siłowni, układu balastowego i uzbrojenia artyleryjskiego.
Początkowo planowano budowę 40 jednostek projektu 611. Pięć okrętów wyposażono w pociski balistyczne, jedną wykorzystywano jako jednostkę eksperymentalną do testowania nowych typów uzbrojenia. 20 okrętów powstało w podstawowej wersji uzbrojonej w torpedy.
Budowę pierwszego okrętu projektu 611 który nosił oznaczenie „B-61”  rozpoczęto w stoczni nr 196 w Leningradzie 10 stycznia 1951. Wodowanie nastąpiło 26 lipca 1951, wejście do służby 31 grudnia 1953. Ostatni okręt typu wszedł do służby w lipcu 1958.

## Opis
Okręty zbudowano w układzie dwukadłubowym. W kadłubie sztywnym wręgi umieszczono na zewnątrz, co znacznie zwiększyło wolną przestrzeń do wykorzystania wewnątrz kadłuba. Kadłub sztywny podzielono na siedem przedziałów. Okręty wyposażone w pociski balistyczne, przenosiły w wyrzutni dwa pociski typu R-11FM.